# Andrew Nabbout
Andrew Nabbout (n. 17 decembrie 1992, Melbourne, Victoria, Australia) este un fotbalist australian.
Între 2018 și 2019, Nabbout a jucat 9 de meciuri și a marcat 2 goluri pentru echipa națională a Australiei. Nabbout a jucat pentru naționala Australiei la Campionatul Mondial din 2018.

## Statistici
| Australia | Australia | Australia |
| An        | Meciuri   | Goluri    |
| --------- | --------- | --------- |
| 2018      | 8         | 2         |
| 2019      | 1         | 0         |
| Total     | 9         | 2         |